# 스미스과일박쥐
스미스과일박쥐(Lissonycteris smithi)는 큰박쥐과에 속하는 박쥐의 일종이다. 부르키나파소와 코트디부아르, 감비아, 가나, 기니, 기니비사우, 라이베리아, 세네갈, 시에라리온, 토고에서 발견되며, 베넹과 말리, 나이지리아에서도 서식하는 것으로 추정하고 있다. 자연 서식지는 아열대 또는 열대 기후 지역의 습윤 저지대 숲과 습윤 산림, 습윤 사바나 그리고 동굴이다. 서식지 감소로 멸종 위협을 받고 있다.